# Cleora leptopasta
Cleora leptopasta är en fjärilsart som beskrevs av Fletcher 1967. Cleora leptopasta ingår i släktet Cleora och familjen mätare. Inga underarter finns listade i Catalogue of Life.